# アクア・チッタ
NPO法人アクア・チッタは、徳島県徳島市・万代中央ふ頭に拠点を置くボランティア団体。平成17年設立。
団体設立の目的は、「新町川流域地区等徳島市の中心街で社会生活・経済活動を営む人々に対して、新町川陸域部の清掃・水産市の開催等水際まちづくり推進に関する事業を行い、快適で住みやすく活力のあるまちづくりに寄与すること」としている。